# ワード・オブ・マウス・ビッグ・バンド
ワード・オブ・マウス・ビッグ・バンド（Word of Mouth Big Band）は、ジャコ・パストリアスが1981年に発売したソロ・アルバム『Word of Mouth』の楽曲をライブ演奏するため43年前の1982年に結成されたビッグ・バンドで、ジャコ・パストリアスのセクステットに十数名のホーン・セクションを加えた形の呼称。別名表記として「ジャコ・パストリアス・ビッグ・バンド」とも表記される。このビッグ・バンドで同1982年のオーレックス・ジャズ・フェスティバルへ出演し、様々なメディアに注目された。トゥーツ・シールマンスはあくまでもゲストという形での参加だったが、後にジャコとトゥーツ・シールマンスの2人だけでヨーロッパ・ツアーをするなど、非常に友好的な関係にあった。

## メンバー

### The Word of Mouth Sextet
- Jaco Pastorius (Electric Bass)
- Don Alias (Percussion)
- Randy Brecker (Trumpet)
- Peter Erskine (Drums, Timpani)
- Bobby Mintzer (Tenor & Soprano Sax, Bass Clarinet)
- Othello Molineaux (Steel Drums)

### Special Guest
- Toots Thielemans (Harmonica)

### The Word of Mouth Big Band
- Jon Faddis (Lead Trumpet)
- Elmer Brown (Trumpet)
- Forrest Buchtel (Trumpet)
- Ron Tooley (Trumpet)
- Wayne Andre (Lead Trombone)
- David Bargeron (Trombone, Tuba)
- Peter Graves (Bass Trombone, Co-Conductor)
- Bill Reichenbach (Bass Trombone)
- Mario Cruz (Tenor & Soprano Sax, Clarinet, Alto Flute)
- Randy Emerick (Baritone Sax, Clarinet, Alto Flute)
- Alex Foster (Tenor, Alto & Soprano Sax, Clarinet, Piccolo)
- Paul McCandliss (Tenor Sax, Oboe, English Horn)
- Peter Gordon (French Horn)
- Brad Warnaar (French Horn)

## ディスコグラフィ
- 『ライヴ・イン・ニューヨーク：コンプリート1982 NPR ジャズ・アライヴ！レコーディング』 - Truth, Liberty & Soul（1982年6月録音）(Resonance) 2017年
- 『Twins I』および『Twins II』（1982年9月録音）(Warner-Pioneer) 1982年。
のち統合『インヴィテイション』 - Invitation (Warner Bros.) 1983年。
のち改題『Twins I & II』(Warner Bros.) 1999年。
のち改題『Twins I & II - Live In Japan 1982』(Warner Bros.) 2007年。

## 編集盤など
- PUNK JAZZ: The Jaco Pastorius Anthology (2003)
- The Essential Jaco Pastorius (2007)